# Боржигантайская впадина
Боржиганта́йская впа́дина (Каракса́рская впа́дина) — впадина в Забайкальском крае России. В морфоструктурном отношении является северной окраиной Улдза-Торейской равнины.

## Расположение
Впадина расположена в низовьях реки Онон, между Ононским и Цугольским хребтами и их предгорьями. Протягивается в субмеридиональном направлении, на юго-западе сочленяется с Цугольской впадиной. Общая протяжённость (вместе с Цугольской впадиной) составляет около 45 км, ширина варьируется от 3 до 4—6 км.

## Геология
Боржигантайская впадина сложена осадочными, гранитоидными и базальтоидными формациями верхнеюрско-нижнемелового возраста, с которыми связаны проявления цеолитов. Сверху эти формации перекрыты кайнозойскими континентальными отложениями небольшой мощности. Заложение впадины произошло в мезозое, основное формирование шло в неоген-четвертичное время.
Наиболее пониженную часть впадины занимает река Онон с урезами воды от 530 до 550 м. Преобладающие типы ландшафта — степи, лесостепи и приречные луга.